# Хамптон (Виргиния)
Хамптон (англ. Hampton) — независимый город (то есть не входящий в состав какого-либо округа), порт, расположенный на востоке штата Виргиния, США.

## Демография
Население около 145 тыс. чел., из которых белые нелатиноамериканцы сост. 47,5 %, афроамериканцы 44,7 %, прочие 7,8 % (2000).

## История
В декабре 1606 года два судна под общим командованием Кристофера Ньюпорта с колонистами на борту покинули Англию и отправились к берегам Нового света. Достигнув после долгого путешествия Чесапикского залива, они сначала высадились на его южном побережье в месте, получившем название Кейп-Генри. Через несколько дней, исследуя окрестности, они открыли важный пункт — стратегическую оборонительную позицию на крайней точке Виргинского полуострова, контролирующую доступ во внутренние части системы бухт и гаваней Хэмптон-Роудс; это место получило название «Пойнт-Комфорт» (Point Comfort).
9 июля 1610 года английские колонисты захватили индейскую деревушку Кекутан, находившуюся в районе устья ручья Хамптон, и основали там своё собственное поселение с англиканской церковью, ставшее старейшим из непрерывно существующих английских поселений в Америке. В 1619 году Виргинская колония была разделена на четыре «города», и эти места стали частью Элизабет-сити (Elizabeth Cittie). После банкротства Лондонской компании Виргиния стала коронной колонией, и была разделена на восемь «графств»; в 1634 году эти места вошли в состав графства Элизабет-ривер-шир (Elizabeth River Shire). В 1636 году из него было выделено графство Элизабет-сити-шир (Elizabeth City Shire), в 1643 году переименованное в округ Элизабет-сити (Elizabeth City County). В 1680 году место размещения властей округа в честь одного из важнейших акционеров Лондонской компании — графа Саутгемптона — получило название «Хамптон». В 1705 году Хамптон получил статус города (town). Во время войны за независимость США город был сожжён, но затем отстроен вновь.
Вскоре после англо-американской войны 1812—1814 годов на месте бывшего Пойнт-Комфорт было построено каменное укрепление, получившее название Форт-Монро; его строительство было завершено в 1834 году. В 1849 году Хамптон получил статус «city». Когда в 1861 году началась гражданская война, то несмотря на то, что почти весь штат Виргиния примкнул к конфедератам, Форт-Монро и окружающая местность остались в руках юнионистов; после войны здесь содержался в заключении бывший президент Конфедеративных Штатов Америки Джефферсон Дэвис. Во время войны Хамптон опять был сожжён, однако в районе форта Монро разместился один из крупнейших лагерей, в которые собирались бывшие рабы, сбежавшие от конфедератов и искавшие убежища у юнионистов. Благодаря проводившейся среди них просветительской работе, в этих местах был основан Хамптонский университет.
30 марта 1908 года Хамптон был выделен из округа Элизабет-сити и стал независимым городом, однако он продолжал оставаться местом размещения властей округа. 1 июля 1952 года в результате референдума город Хамптон, инкорпорированный город Фебус и округ Элизабет-сити были объединены в независимый город Хамптон.